# نوویاشوو
نوویاشوو (انگلیسی: Novoyashevo) یک شهرک در شهرستان کالتاسینسکی استان باشقیرستان کشور روسیه است.